# Rongorongo

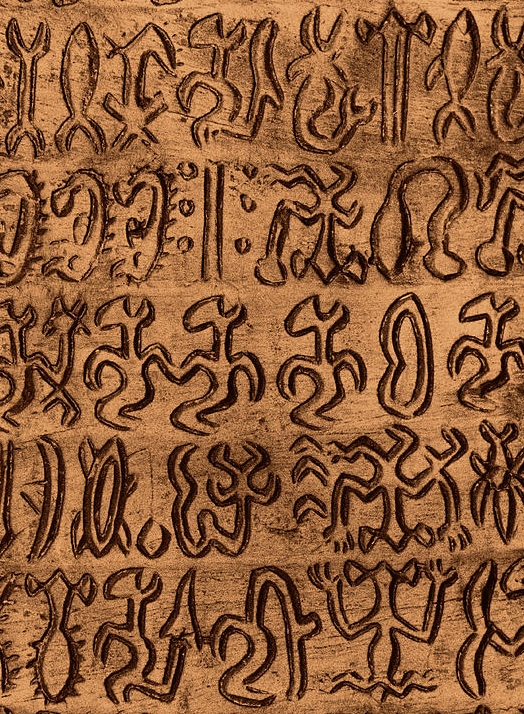
Tavoletta con iscrizioni in roŋoroŋo

Il rongorongo (in rapanui: Kōhau roŋoroŋo) è un sistema di glifi scoperto nell'isola di Pasqua nel XIX secolo e che appare come una forma di scrittura.
Numerosi tentativi sono stati fatti per decifrarlo e capirne la struttura, ma nessuno di questi ha avuto successo nell'interpretare il significato dei glifi. Se fosse confermato come forma di vera scrittura e non solo come ausilio grafico all'orazione, il rongorongo sarebbe una delle poche invenzioni indipendenti di scrittura esistenti al mondo.
Il nome nativo kōhau roŋoroŋo significa letteralmente linee recitative: da «kōhau» linea incisa, a sua volta da «hau» filo, e «roŋoroŋo» recitare o declamare, reduplicazione di «roŋo» messaggio.
Oggetti di legno con iscrizioni in rongorongo furono rinvenuti nel XIX secolo, alcuni dei quali gravemente danneggiati, e trasportati in vari musei e collezioni private sparse per il mondo. Questi oggetti sono principalmente tavolette, ma vi sono iscrizioni in rongorongo anche su statue in legno e su ornamenti come il Rei Miro; nessuno di questi manufatti è rimasto sull'isola di Pasqua.
Il rongorongo è una scrittura con andamento bustrofedico inverso, cioè è scritto in direzioni alternanti da sinistra a destra e viceversa ad ogni rigo. Molti glifi rappresentano forme naturali umane, animali e di piante, o forme geometriche astratte. Sul finire del XIX secolo il rongorongo scomparve e i pochi nativi rimasti sull'isola di Pasqua non erano più in grado di leggerlo e scriverlo, a causa delle epidemie e degli attacchi degli schiavisti che sconvolsero la società rapanui nel XIX secolo.

## Etimologia
Il termine roŋoroŋo deriva dalla lingua rapanui e significa "recitare" o "declamare", la parola rapanui roŋo è imparentata con molte altre lingue austronesiane, come nella lingua malese dengar (/dəŋar/) o nella lingua figiana rogoca (/roŋoða/), col significato di "ascoltare" o "sentire".
Il nome originale della scrittura, o forse meglio la sua descrizione, sarebbe kōhau motu mo roŋoroŋo, ossia "linee incise per essere cantate".

## Descrizione della scrittura

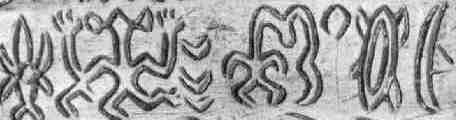
La grande parte della tavoletta denominata Gv4 è stata scavata con un dente di squalo. Tuttavia, le due parti del secondo glifo da destra, (e) sono connessi da una curva sottile che potrebbe essere stata inscritta con l'ossidiana. I glifi sono connessi anch'essi da una linea di questo genere, troppo debole per essere vista nella foto, che li connette alle mani della figura umana.

I testi in roŋoroŋo erano scritti con andamento bustrofedico inverso, dal basso in alto, da sinistra a destra. Il lettore comincia quindi a leggere dall'angolo in basso a sinistra della tavoletta, procede a leggere verso destra fino alla fine della riga, ruota la tavola di 180 gradi, e continua a leggere la linea successiva. Leggendo una linea, quella successiva e quella precedente appaiono quindi riflesse. Ne restano 26 glifi su tavolette in legno e nessun testimone che lo traduca in altre lingue note (come ad esempio la Stele di Rosetta).

### Strumenti di scrittura
Secondo la tradizione orale, le tavolette in roŋoroŋo erano scritte con stili di ossidiana o denti di squalo. I glifi erano composti da incisioni regolari profonde, sebbene siano state rinvenute anche deboli incisioni superficiali. È possibile che la tavoletta venisse prima incisa debolmente con ossidiana e poi scritta e incisa definitivamente con i denti di squalo, le tracce leggere rimaste sarebbero quindi interpretabili come errori di scrittura o decorazioni aggiuntive.
Alcune tavolette sembrano essere scritte con strumenti in ferro. Sebbene dei coltelli potrebbero essere stati scambiati con gli spagnoli durante i primi contatti, questo fatto pone dubbi sulla reale autenticità di questi oggetti, che potrebbero essere copie fatte dai primi turisti sul finire del XIX secolo.

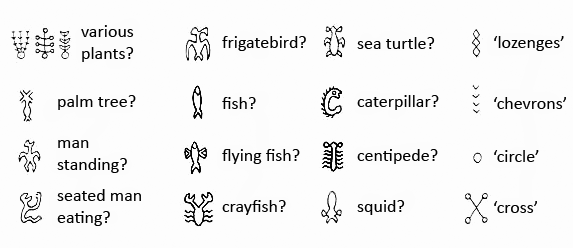
Alcuni dei glifi della scrittura roŋoroŋo

### I glifi
I glifi sono costituiti da forme stilizzate umane, animali, vegetali o forme geometriche, e spesso formano composti raggruppati. Quasi tutti i glifi che rappresentano figure con la testa sono orientati con la testa in alto e sono visti sia di fronte o di profilo destro, nella direzione di scrittura. Non si sa quale significato possa avere avuto un glifo a testa in giù o di profilo sinistro. Le teste hanno spesso allungamenti caratteristici sui lati che somigliano a occhi (come i glifi che rappresentano le tartarughe), ma che spesso assomigliano a orecchie (come su alcuni petroglifi antropomorfi). Gli uccelli sono comuni; altri glifi assomigliano a pesci o artropodi. Pochi sono simili ai petroglifi trovati in tutta l'isola.

### Petroglifi

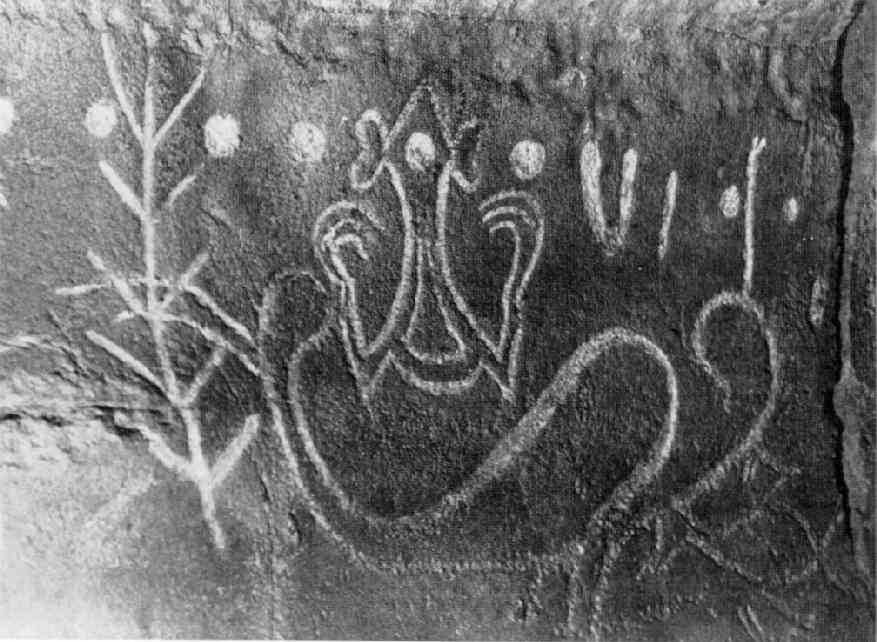
I petroglifi nelle grotte Ana o Keke ricordano le forme dei glifi del roŋoroŋo.

Sebbene larga parte dei testi roŋoroŋo conservati fino ad oggi siano stati scritti su tavolette di legno, alcuni esempi di roŋoroŋo sono stati rinvenuti sulle pietre dell'isola di Pasqua come petroglifi. L'isola di Pasqua ha infatti il più ricco assortimento di petroglifi della Polinesia. Quasi ogni superficie adatta è stata scolpita, compresi i muri in pietra di alcune case e di alcune delle famose statue mo'ai. Circa un migliaio di siti con più di quattromila glifi sono stati catalogati, alcuni in basso- o alto-rilievo, e alcuni dipinti di rosso e bianco. Anche se i petroglifi non possono essere datati direttamente, alcuni sono in parte oscurati da antichi edifici in pietra precoloniali, suggerendo che si tratta di petroglifi relativamente vecchi.

## Origini della lingua
La tradizione orale vuole che o Hotu Matu‘a o Tu‘u ko Iho, i fondatori leggendari della civiltà rapanui, portarono con sé sull'isola 67 tavolette dalla loro terra madre assieme ad alcune piante indigene come il toromiro. Tuttavia non c'è alcuna prova che un'altra civiltà polinesiana o sudamericana abbia sviluppato in passato un sistema di scrittura che possa essere stato esportato sull'isola di Pasqua assieme ai primi coloni. Il rongorongo sembrerebbe quindi essere il risultato di uno sviluppo indipendente avvenuto nell'isola di Pasqua.

### Datazione delle tavolette
Lo sviluppo dell'agricoltura e della civiltà rapanui è fatto risalire attorno al 1200, per cui la nascita del rongorongo deve essere avvenuta non prima di questo periodo. Una tavoletta, denominata tavola Q e ospitata al museo di antropologia e etnografia di San Pietroburgo, è stata datata al carbonio 14, ma i risultati non hanno permesso di stabilire una data precisa se non che è sicuramente successiva al 1680. Il glifo 67 () sembra rappresentare la palma dell'isola di Pasqua, specie estinta a seguito delle deforestazioni dei nativi all'incirca nel 1650; questo suggerirebbe che questo carattere sarebbe stato scritto nel XVII secolo. I testi denominati A, P e V possono essere datati attorno al XVIII o al XIX secolo per il fatto che sono stati scritti su remi di barche europee.

### La spedizione spagnola del 1770

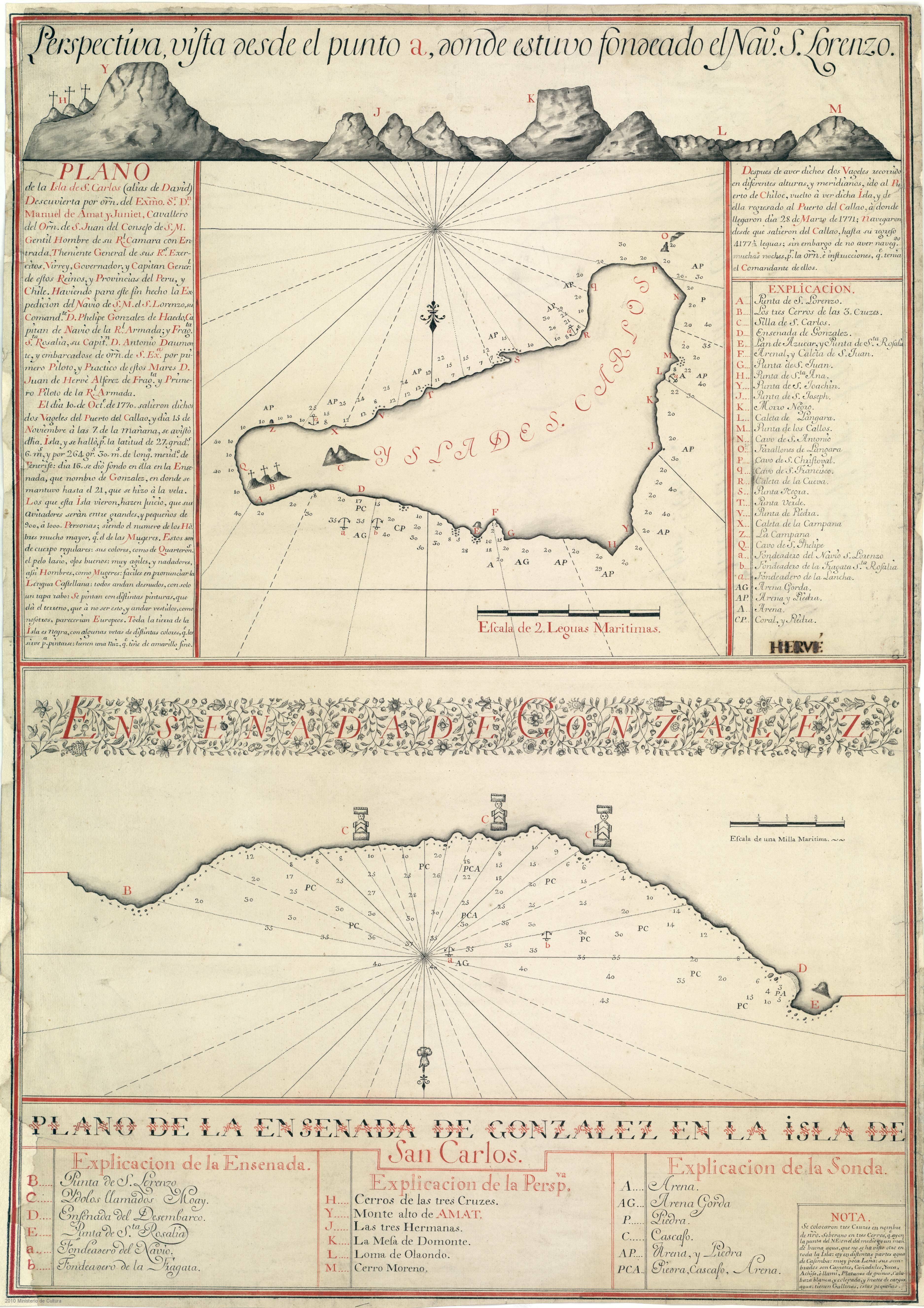
Mappa dell'isola di Pasqua fatta dalla spedizione di González de Ahedo nel 1770.

Nel 1770 una spedizione spagnola comandata da González de Ahedo raggiunse l'isola di Pasqua allo scopo di annetterla. Fu organizzata una cerimonia ufficiale e i capi firmarono "nella loro scrittura" un trattato ufficiale.
Secondo alcuni studiosi è possibile quindi che il rongorongo sia stato sviluppato proprio a seguito della spedizione occidentale, gli spagnoli avrebbero infatti introdotto la scrittura nell'isola di Pasqua per poter avere una firma al loro trattato. A conferma di questa ipotesi ci sarebbe il fatto che nessuno degli esploratori prima di Eugène Eyraud nel 1864 ha menzionato la presenza di questa forma di scrittura nativa. Il rongorongo non sarebbe tuttavia una qualche imitazione dei caratteri latini, ma il concetto stesso di scrittura sarebbe stato importato con un processo noto come diffusione interculturale dagli esploratori occidentali, che avrebbero quindi ispirato gli abitanti dell'isola di Pasqua a sviluppare il proprio sistema di scrittura.
Tuttavia, nei casi noti in cui questo è accaduto con certezza, questo tipo di influenza ha richiesto uno scambio culturale prolungato e persistente per poter essere efficace, come con l'invenzione del sillabario Cherokee dopo l'osservazione dei giornali inglesi dei coloni negli Stati Uniti. Il fatto che i primi coloni non abbiano lasciato nota di una forma di scrittura potrebbe essere dovuto al fatto che fosse ritenuta sacra e condivisa solo fra i sacerdoti. Questa limitazione sarebbe poi scomparsa a seguito del collasso della società rapanui per le epidemie e i raid schiavisti, sicché le tavolette avrebbero perso negli ultimi secoli la loro sacralità.

### Scoperta occidentale
Dopo la spedizione spagnola, le tavolette con incisioni in rongorongo furono scoperte da Eugène Eyraud, appartenente alla congregazione del Sacro Cuore di Gesù e Maria, che raggiunse il 2 gennaio 1864 l'isola di Pasqua, dove rimase per nove mesi allo scopo di evangelizzare la popolazione. Eyraud riportò la scoperta di una tavoletta con incisioni in rongorongo:
Non c'è altra menzione alle tavolette nel resto dei racconti di Eyraud e la scoperta non ricevette attenzione. Eyraud lasciò l'isola di Pasqua l'11 ottobre, in cattive condizioni di salute. Diventato prete nel 1865, ritornò nell'isola di Pasqua nel 1866, dove morì di tubercolosi nel 1868 a 48 anni.

### Distruzione e scomparsa del rongorongo

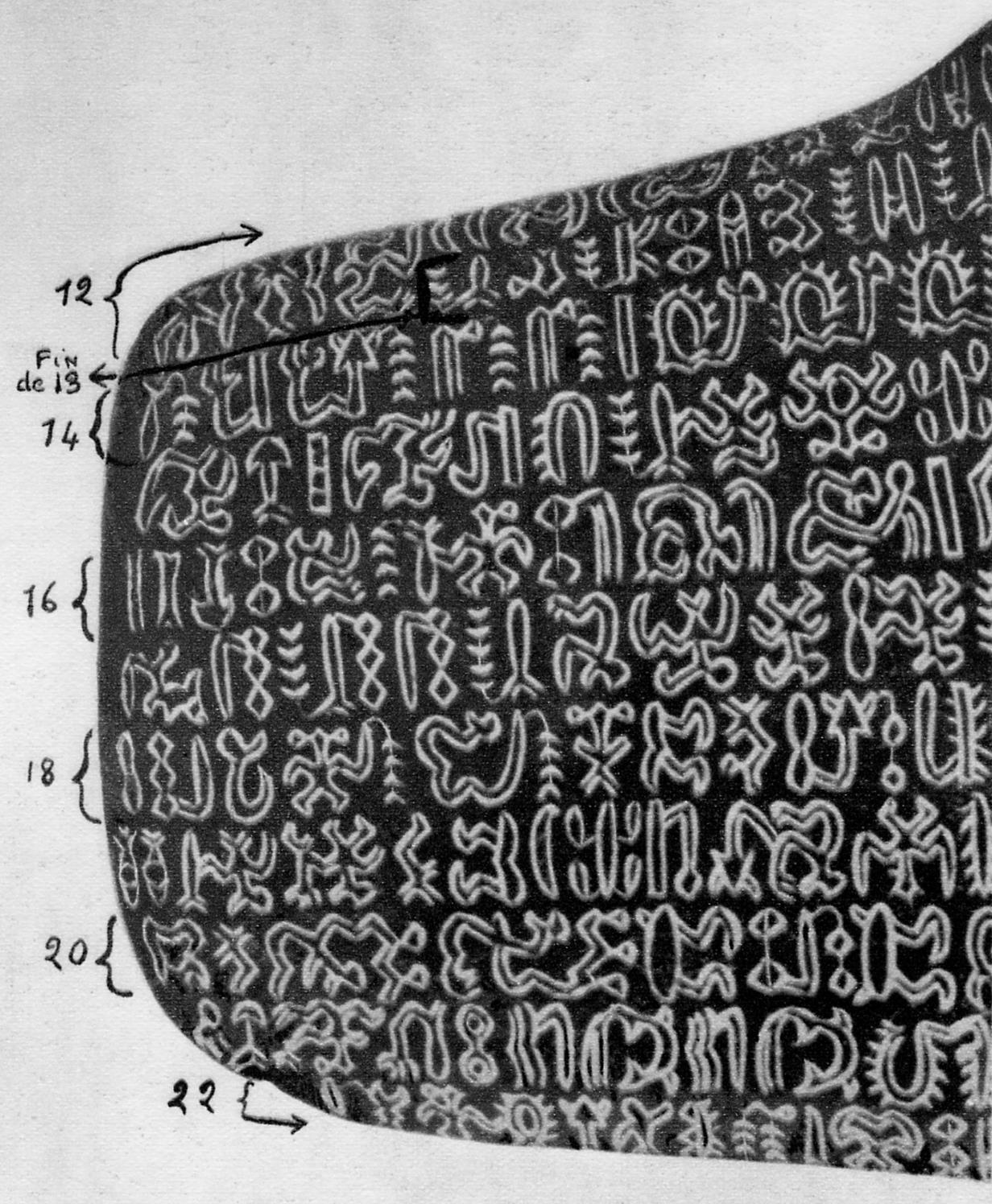
Negativo fotografico della tavoletta incisa in rongorongo denominata tavoletta B.

Nel 1868 il vicario apostolico di Tahiti Florentin-Étienne Jaussen ricevette in regalo dall'isola di Pasqua una lunga corda di capelli umani, usata forse per la pesca, con una tavola di legno coperta da geroglifici. Interessato alla scoperta, il vescovo scrisse a padre Hippolyte Roussel che era sull'isola di Pasqua chiedendogli tutte le tavolette che riusciva a trovare e di cercare di capire dai nativi il loro significato. Tuttavia Roussel fu in grado di recuperarne solo alcune e i nativi non erano concordi su come leggerle. Secondo i rapporti dei missionari, le tavolette furono distrutte in larga parte dai nativi stessi, che, non essendo più in grado di interpretarle, le usavano come legna da ardere o per fabbricare strumenti da pesca.
Supponendo che alcuni abitanti superstiti nell'isola fossero ancora in grado di leggere la scrittura alla fine del XIX secolo, è probabile che solo una minoranza della popolazione fosse istruita. Infatti, secondo i primi visitatori, l'istruzione era un privilegio degli esponenti delle famiglie più importanti o dei sacerdoti, molti dei quali morirono per via delle epidemie o furono imprigionati dai colonizzatori peruviani.
La distruzione delle tavolette e la scomparsa del rongorongo sarebbero la conseguenza delle epidemie e dei raid schiavisti compiuti dai peruviani a partire dal 1859, fino a quello più devastante del 1862, che avrebbero ridotto notevolmente la popolazione e ucciso gli ultimi nativi in grado di leggere e scrivere il rongorongo. A oggi sopravvivono solo 26 tavolette, solo la metà delle quali di origine autentica oltre ogni dubbio e in buone condizioni.

## Tentativi di interpretazione/decrittazione
Come per la maggior parte degli scritti non decifrati, ci sono varie e talora assai contrastanti interpretazioni, non di rado fantasiose, anche del Rongorongo. In particolare, a partire dal 1932, l'ingegnere elettrico e noto linguista magiaro Vilmos von Hevesy (al secolo: Wilhelm Bischitz - 1877-1945), propenso ad approcci di metodo interpretativo inclini al diffusionismo, valutando somiglianze di vario tipo tra questa scrittura e quella rinvenuta tra i più antichi  -ad oggi- reperti archeologici emersi nella valle dell'Indo (civiltà di Harappa e di Mohenjo Daro), propose la sostanziale affinità genetica, di valore culturale, tra codesti due sistemi di scrittura. L'ipotesi di Hevesy, dal principio formulata in una lettera al sinologo Paul Pelliot, venne ribadita, da questo studioso mitteleuropeo di fama mondiale, in un ampio articolo da lui pubblicato, nel 1938, sulla rivista scientifica Anthropos, destando il consenso di Alfred Métraux. In anni più recenti, l'autorevole storico dell'India antica Friedriche Wilhelm liquidava la teoria di Hevesy come "speculazione affatto immaginosa".
A parte una porzione di una tavoletta, che ha dimostrato di essere collegata con un calendario lunare, nessuno dei testi Rongorongo è stato, sinora, compreso. Ci sono tre importanti ostacoli a una reale decifrazione, valutando che il Rongorongo sia veramente una forma completa di scrittura: il piccolo numero di testi in nostro possesso; la mancanza di un contesto, sotto specie di illustrazioni, per agevolarne l'interpretazione; e le scarse testimonianze dell'antica lingua Rapanui: poiché il moderno Rapanui ha ricevuto forte influsso linguistico dall'isola di Tahiti ed è quindi poco probabile che rifletta fedelmente il linguaggio delle tavole.
L'opinione che si è imposta, in questi ultimi anni tra gli studiosi, è che il Rongorongo non sia una vera e propria espressione di scrittura,  piuttosto una proto-scrittura ovvero un sistema mnemonico alquanto limitato: per la genealogia, la coreografia, la navigazione, l'astronomia o l'agricoltura. Un altro esempio di protoscrittura con caratteristiche simili sarebbe la scrittura dongba. Altri ritengono, piuttosto, che si tratti di una forma di scrittura completa; ma è ancora in fieri un dibattito, per chiarire se il Rongorongo sia una scrittura essenzialmente logografica o sillabica, benché non sembri, a taluni studiosi, compatibile né con un logografo puro né con un sillabario puro.